# So Morita
So Morita (守田 創 Morita So?, nacido el 14 de mayo de 1992 en Kumamoto) es un futbolista japonés que se desempeña como defensa.

## Trayectoria

### Clubes
| Club           | País  | Año         |
| -------------- | ----- | ----------- |
| Sagan Tosu     | Japón | 2010 - 2012 |
| Grulla Morioka | Japón | 2013 - 2017 |

## Estadística de carrera

### J. League
| Club           | Año   | J. League | J. League | Copa J. League | Copa J. League | Total | Total |
| Club           | Año   | Part.     | Goles     | Part.          | Goles          | Part. | Goles |
| -------------- | ----- | --------- | --------- | -------------- | -------------- | ----- | ----- |
| Sagan Tosu     | 2010  | 1         | 0         | -              | -              | 1     | 0     |
| Sagan Tosu     | 2011  | 0         | 0         | -              | -              | 0     | 0     |
| Sagan Tosu     | 2012  | 0         | 0         | 1              | 0              | 1     | 0     |
| Grulla Morioka | 2014  | 33        | 0         | -              | -              | 33    | 0     |
| Grulla Morioka | 2015  | 28        | 0         | -              | -              | 28    | 0     |
| Grulla Morioka | 2016  | 8         | 0         | -              | -              | 8     | 0     |
| Grulla Morioka | 2017  | 25        | 2         | -              | -              | 25    | 2     |
| Total          | Total | 95        | 2         | 1              | 0              | 96    | 2     |